# بهش بگو (ترانه برت برنز)
«بهش بگو» (به انگلیسی: Tell Him) ترانه‌ای است که برت بِرنز آن را نوشته‌است و زمانی که در سال ۱۹۶۲ توسط گروه اِکسایترز اجرا شد به محبوبیت رسید. «بهش بگو» با اجرای اکسایتِرز در ماه‌های پایانی سال ۱۹۶۲، چهار هفته جزو ۱۰۰ ترانهٔ پرفروش آمریکا بود و موفق شد تا رده بیست و دوم آن فهرست صعود کند. نسخهٔ ریمَستر شده و به‌شکل اصولی استریو شدهٔ این اجرا در آلبوم برگزیده آثار اِکسایترز با نام بهش بگو (۱۹۹۱) موجود است.
اکسایترز در این ترانه، با فاصله گرفتن از سطحی‌نگری گروه‌های دخترانهٔ آن زمان در پرداختن به مضامین عاشقانه، یک تغییر عمده در نگرش به مفهوم «زنانگی» را وارد موسیقی پاپ کردند که بعداً توسط گروه‌های دیگری مانند شانگری-لاز و رونتس ادامه پیدا کرد. مجلهٔ بیلبورد در سال ۲۰۱۷ و در گزینش «۱۰۰ ترانهٔ برتر گروه‌های دخترانهٔ همهٔ زمان‌ها»، رتبهٔ نود و پنجم را به نسخهٔ اکسایترز از «بهش بگو» اختصاص داد.
داستی اسپرینگفیلد یکی از تاثیرگرفتگان از این ترانه بوده‌است. در اوایل دههٔ ۶۰ میلادی و زمانی که اسپریتگفیلد به‌همراه گروه اسپرینگفیلدز در ایالات متحده بودند، او اجرای اکسایترز از «بهش بگو» را در یک فروشگاه موسیقی در نیویورک شنید و گفته شده این قطعه یکی از دلایل گرایش او به موسیقی سول و راک بوده‌است.